# Steve Weingart
Steve Weingart (ur. w marcu 1966 w Dayton) – amerykański klawiszowiec, współpracujący m.in. z Dave'em Wecklem oraz Steve'em Lukatherem.
Naukę gry na fortepianie rozpoczął w wieku 3 lat. Trafił do – jak sam określa – najlepszego nauczyciela w Dayton – Audleya Wassona. Pod jego okiem, wgłębiał się w twórczość kompozytorów od baroku do czasów współczesnych. Naukę u niego kontynuował do momentu ukończenia szkoły średniej.
Steve był wielkim fanem grupy Chicago. W swojej autobiografii opowiada, że spędził wiele godzin, próbując skopiować przy fortepianie harmonie pojawiające się w kompozycjach grupy.
W wieku ok. 10 lat poznał swojego przyszłego szwagra, Randy’ego Ross. Randy wprowadził Steviego w świat muzyki fusion – pokazał mu nagrania Herbiego Hancocka, Chicka Corei oraz Return to forever, a także Weather Report. Steve później napisał:

Gdy słuchałem tych wspaniałych kompozytorów i improwizatorów, wiedziałem, co chcę robić w życiu. Byłem nie tylko zaintrygowany melodiami i harmoniami, ale także szeroką paletą dźwięków, tworzonych przez syntezatory tych czasów.

Po ukończeniu szkoły średniej, dostał się do The College Conservatory of Music w Cincinnati, Ohio. Tu poznał człowieka, którego uważa za swojego jedynego nauczyciela muzyki improwizowanej – Pata Harbisona. W tych latach Steve uczył się skal i odpowiadających im akordów oraz starał się wykorzystać swoją wiedzę w różnych sytuacjach, takich jak koncerty klubowe, czy też liczne sesje improwizacyjne.
Z biegiem czasu umiejętności Steve’a się rozbudowywały, a on sam zdecydował, że musi przenieść się do miejsca, gdzie popyt na muzykę graną na żywo jest większy. Wybór padł na Los Angeles, do którego dotarł w styczniu 1994 roku i gdzie powoli zaczął współpracować z coraz większą grupą muzyków. Jednocześnie zaczął uczyć w Musicians Institute School. Pomiędzy wyjazdami w krótkie trasy poza Los Angeles z różnymi zespołami, grał jazz, latin i funk w trio z Marco Mendozą (bas, wokal) i Joeyem Heredią (perkusja). Wtedy też poznał Dave’a Weckla, z którym postanowili zagrać jam session i od pierwszego momentu tego jam session, gdy „napisali” wspólny utwór, zdali sobie sprawę, że bardzo dobrze im się współpracuje. Jay Oliver (klawiszowiec grupy Dave Weckl Band) zajął się innymi projektami i zdecydował opuścić zespół Weckla w 1999 roku. W ten sposób pozwolił Steviemu dołączyć do grupy.
Główny wpływ na styl gry Steviego wywarli: Herbie Hancock, Chick Corea, Joe Zawinul, McCoy Tyner, zespoły: Chicago, Weather Report.
Artystami, z którymi współpracował Weingart, są: Dave Weckl, Chaka Khan, Steve Lukather, Simon Phillips, Frank Gambale, Scott Henderson, Eric Marienthal, Victor Wooten, Gary Meek, Tom Kennedy, Jerry Hey, Gary Grant, Bill Reichenbach, Kenny Rankin, Jimmy Earl, Ernie Watts, Alain Claron, Michael Ruff, Warren Hill, Marilyn Scott, Jimmy Haslip, Terry Lynn Carrington, Jason Scheff, Keith Howland, Robben Ford, John Pattituci, Bunny Brunel, Tony MacAlpine, Virgil Donati, Marco Mendoza, Tris Imboden, Tom Brechtlein, Carlitos Del Puerto, Ray Parker Jr., Jeff Babko, Frank Briggs, Ric Fierabracci, Joey Heredia, Oskar Cartaya, Dave Hooper, Ronnie Guitterez, Mike Miller, Eric Valentine, Kevin Levi, Fred Clark.
Steve jest endorserem instrumentów Clavia (Clavia Nord Lead 2, Clavia Nord Lead 3). Na koncertach często używa również instrumentów Yamaha (Yamaha Motif oraz Yamaha S90).

## Wybrana dyskografia
- Dave Weckl Band - Transition (2000, Stretch Records)[4]
- Dave Weckl Band - The Zone (2001, Stretch Records)
- Dave Weckl Band - Perpetual Motion (2002, Stretch Records)[5]
- Dave Weckl Band - Live (and very plugged in) (2003, Stretch records)[6]
- Dave Weckl Band - Multiplicity (2005, Stretch records)[7]
- Steve Weingart - Dark Blue Dream (2006, Skeewa Music)[8]
- Steve Weingart & Renee Jones - Dialogue (2011, Skeewa Music)[9]
- Steve Weingart & Renee Jones - Observatory (2012, Skeewa Music)[10]
- Simon Phillips featuring Andy Timmons, Steve Weingart, Ernest Tibbs - Protocol II (2014, Phantom Recordings)[11]
- Simon Phillips featuring Andy Timmons, Steve Weingart, Ernest Tibbs - Protocol III (2015, in-akustik)[12]